# Verbandsgemeinde Baumholder
La comunità amministrativa di Baumholder (Verbandsgemeinde Baumholder) si trova nel circondario di Birkenfeld nella Renania-Palatinato, in Germania.

## Comuni
Fanno parte della comunità amministrativa i seguenti comuni:
| Comune, città               | Sup. (km²) | Abitanti |
| --------------------------- | ---------- | -------- |
| Baumholder, città           | 69,47      | 4 444    |
| Berglangenbach              | 5,73       | 447      |
| Berschweiler bei Baumholder | 6,64       | 543      |
| Eckersweiler                | 3,69       | 171      |
| Fohren-Linden               | 6,60       | 347      |
| Frauenberg                  | 3,86       | 373      |
| Hahnweiler                  | 2,29       | 182      |
| Heimbach                    | 6,78       | 1 040    |
| Leitzweiler                 | 3,02       | 111      |
| Mettweiler                  | 5,49       | 232      |
| Reichenbach                 | 11,12      | 525      |
| Rohrbach                    | 2,45       | 168      |
| Rückweiler                  | 2,75       | 382      |
| Ruschberg                   | 7,45       | 766      |
| Verbandsgemeinde Baumholder | 137,34     | 9 731    |

(Abitanti al 31 dicembre 2021)